# Westhoek wonen
Westhoek Wonen was een middelgrote woningcorporatie in het westen van de provincie Utrecht. Zij beheert ruim 4300 woningen in de gemeenten De Ronde Venen en Abcoude.
| Kenmerk                | aantal/waarde |
| ---------------------- | ------------- |
| Aantal verhuureenheden | 4.300         |
| Nieuwbouw              | 150 per jaar  |
| Waarde bezit           | € 120.670.000 |
| Eigen vermogen         | € 25.938.000  |
| Fiscaal jaarresultaat  | € 3.080.000   |
| Gemiddelde huur        | € 344         |
| Aantal medewerkers     | 35            |

Bron: jaarplan 2008
Westhoek Wonen